# Tastsinn
Tastsinn (lateinisch Tactio oder Tactus) bezeichnet die Fähigkeit lebender Wesen, Berührungen, auch als taktile Reize bezeichnet, wahrzunehmen. Grundlage des Tastsinns ist der mechanische Anteil der Oberflächensensibilität. Die eher passive Wahrnehmung über den Tastsinn (lateinisch tactus) wird als taktil bezeichnet (Taktile Wahrnehmung) und das aktive Ertasten auch als haptisch (Haptische Wahrnehmung). Der kleinste Abstand, ab dem Reize getrennt wahrgenommen werden können, ist die simultane Raumschwelle.
Der Tastsinn entwickelt sich beim Menschen als erster Sinn ab dem zweiten Schwangerschaftsmonat der Embryonalentwicklung im Mutterleib. Die anderen Sinne, wie beispielsweise das Gehör (Auditive Wahrnehmung) und das Sehen (Visuelle Wahrnehmung), entwickeln sich deutlich später. So kann ein neugeborenes Baby nur etwa 30 cm weit sehen und der Gehörsinn ist erst nach vier Wochen voll ausgereift. Aber mit der Geburt empfindet ein Kind Temperaturunterschiede, trockene Luft und Bewegung durch die Pflegepersonen. Dieser Tastsinn ist besonders in den Lippen, der Zunge und den Fingerspitzen ausgeprägt. Berührungen zu erkennen und einzuordnen ist deshalb die erste Sprache, die Menschen erlernen. Dabei ist die Unterscheidung von Selbst- und Fremdberührung ein erster wichtiger Schritt.

## Systematische Unterteilungen
Der Tastsinn ist die Vereinigung von taktiler Wahrnehmung (Oberflächensensibilität) und Tiefensensibilität. Er dient der Wahrnehmung von (körperlichen) Gefühlen wie beispielsweise Berührungen, Schmerz, Härte oder Hitze (siehe auch Haptische Wahrnehmung). Zuständig für diese Sinneswahrnehmung ist die Gesamtheit aller Tast-, Wärme- und Kälterezeptoren, die in den folgenden Untersystemen angeordnet sind:

taktile und haptische Wahrnehmung
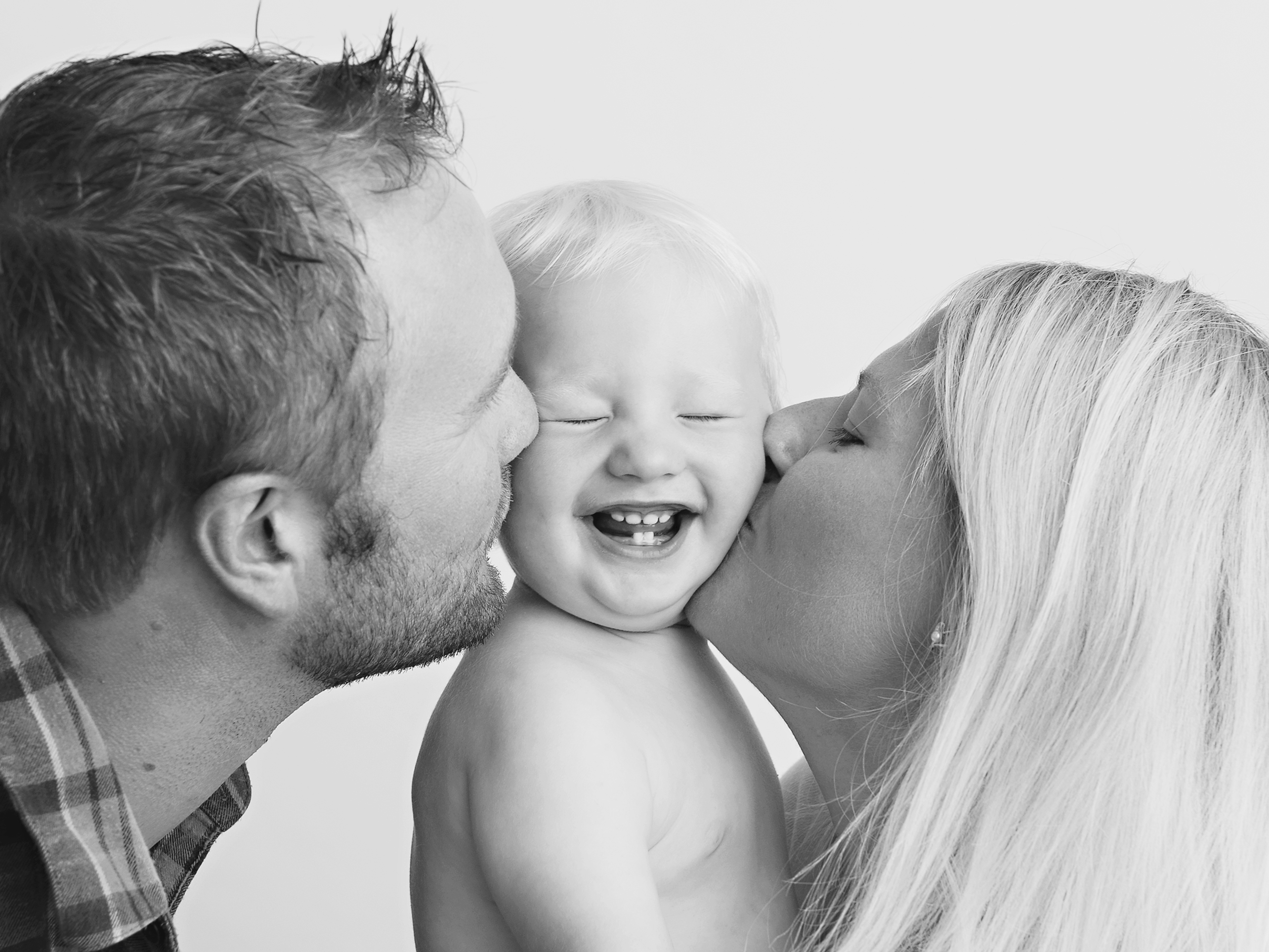
Zärtlichkeit erlebendes Kind → Taktile Wahrnehmung
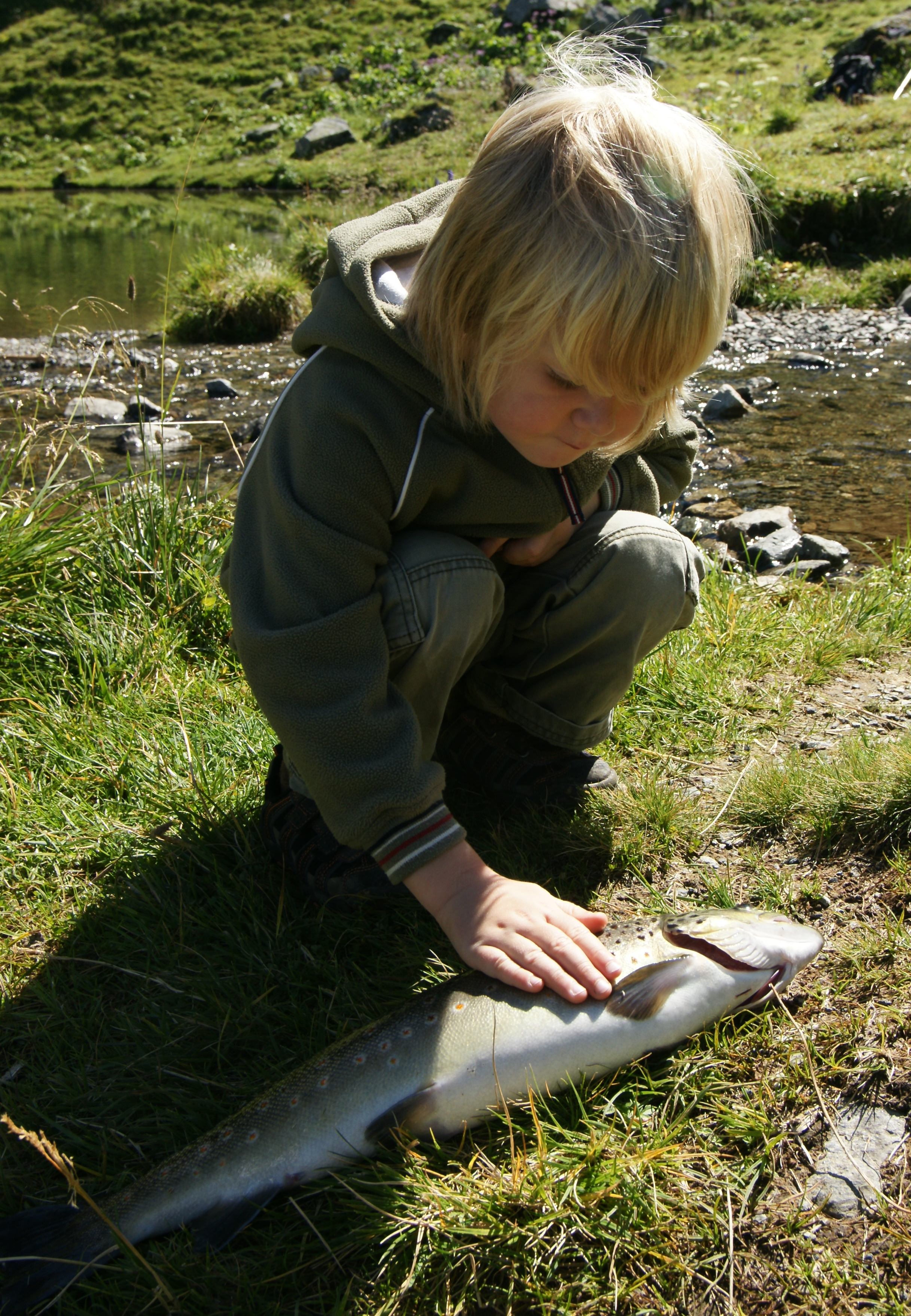
Aktives Ertasten eines Fisches → Haptische Wahrnehmung

- Taktile Wahrnehmung: Sie dient der Wahrnehmung von Druck, Berührung und Vibrationen sowie der Temperatur. Das zuständige Sinnesorgan ist die Haut, und zwar sowohl deren Tast- als auch Wärme- und Kälterezeptoren. Die von ihnen ausgelösten Reizimpulse werden mit hoher Geschwindigkeit durch die taktilen Nervenfasern über das Rückenmark an das Gehirn weitergeleitet, um bei drohender Gefahr – beispielsweise einer Verletzung – unverzüglich reagieren zu können.[3][4][5]
 Neben den taktilen Nervenfasern für die Weiterleitung von Schmerz-, Druck-, Vibrations- und Temperaturreizen sind seit den 1990er Jahren auch in der Haut befindliche C-taktile Fasern bekannt, welche bei Reizung die Informationen eher langsam an das Gehirn weiterleiten und nur für das Spüren von sanfter, zärtlicher Berührung ausschlaggebend sind.[6][7] Die Haut ist also als ein soziales Organ anzusehen.[8]
 Nachdem der Berührungsreiz im Gehirn angekommen ist, wird er in Abhängigkeit von der eigenen Erwartung und dem jeweiligen Umfeld (Kontext) bewertet und dann gegebenenfalls als angenehm oder unangenehm empfunden.[8] So wird eine physische Berührung, ob zärtlich oder nicht, von einer völlig unbekannten oder gar abgelehnten Person beziehungsweise einem derartigen Tier in der Regel als unangenehm empfunden und der/die Berührte verspürt unmittelbar den verstärkten Wunsch nach Abstand. Diese bei allen gesunden Menschen angelegte und damit natürliche psychologische Reaktion dient dem Selbstschutz.
- Trigeminale Wahrnehmung: Dient der taktilen Wahrnehmung im Gesicht (beispielsweise des Windes) und unterstützt den Geruchssinn (Olfaktorische Wahrnehmung) und das Schmecken Gustatorische Wahrnehmung. Für diese Sinneswahrnehmung ist der Nervus trigeminus zuständig, dessen freie Nervenenden in der Gesichtshaut und den Schleimhäuten der Nase, der Mundhöhle und der Augen enden.
- Tiefensensibilität:  Dient der Wahrnehmung der Stellung der Körperglieder zueinander und damit der Körperhaltung. Anstatt eines einzelnen Organs ist eine Vielzahl von Rezeptoren in Gelenken, Muskeln und Sehnen für die Reizaufnahme zuständig, die meistens unter dem Begriff Muskelsinn zusammengefasst werden. Zu diesem System wird außerdem die propriozeptive Wahrnehmung gerechnet, die die Wahrnehmungen der eigenen Organe umfasst.

## Erforschung
Erste moderne wissenschaftliche Untersuchungen zum Tastsinn führte Mitte des 19. Jahrhunderts Ernst Heinrich Weber durch. Intensivere physiologische Forschungen betrieb ab 1894 Maximilian von Frey. Heute gilt Martin Grunwald (Leipzig) als Haptik-Experte.
Neuere Forschungen von Rebecca Böhme, Francis McGlone u. a.: haben ergeben, dass auf neuronaler Ebene querverbindende Interneuronen im dorsalen Horn des Rückenmarks zwischen den langsamen C-taktilen Nervenfasern und den für die Weiterleitung von Druck-, Vibrations- und Temperaturreizen verantwortlichen schnellen taktilen Nervenfasern existieren. Deshalb kann bei gleichzeitiger Signalweiterleitung in beiden unterschiedlichen Nervenfasern beispielsweise die Schmerzweiterleitung in Richtung Gehirn nach und nach abgeschwächt werden. Unmittelbar nach einer Verletzung leiten die taktilen Fasern den Schmerzreiz in hoher Geschwindigkeit an das Gehirn, damit der Körper gegebenenfalls unverzüglich Maßnahmen zur Gefahrenabwehr auslösen kann. Werden jedoch nach erfolgter Verletzung durch sanfte, zärtliche Berührungen auf der verletzungsnahen Hautumgebung die für diese Berührungsart empfänglichen C-taktilen Fasern erregt, gelangt dieser Reiz bei langsamer Weiterleitung zunächst bis ins Rückenmark, wo er einerseits autonom über die Interneuronen schon auf dieser Ebene die Schmerzweiterleitung der Taktilen Fasern abschwächen kann. Ein weiterer Teil des Berührungsreizes kommt vom Rückenmark jedoch auch in das Gehirn, wo eine Bewertung des Berührungsreizes stattfindet. Fällt diese Bewertung positiv aus, so sendet das Gehirn Signale in umgekehrter Richtung zu den auch für diese Rücksignale empfänglichen Interneuronen im Rückenmark, die daraufhin die Schmerzsignale der taktilen Fasern verstärkt abschwächen können.
Diese neuronale Regulation würde bedeuten, dass beispielsweise nach einer kleinen Hautverletzung bei einem Kind das leichte Bepusten der Verletzungsstelle und/oder
ein sanftes, zärtliches Streicheln der verletzungsnahen Hautbereiche („heile, heile Wehchen/ Gänsje …“) nicht nur auf psychologischer Ebene Trost spenden, sondern sogar auf neuronaler Ebene die Schmerzempfindung bei dem Verletzten verringern kann.